# Kościół św. Andrzeja Boboli w Mechowie
Kościół św. Andrzeja Boboli w Mechowie – katolicki kościół parafialny zlokalizowany we wsi Mechowo w gminie Gryfice, w powiecie gryfickim (województwo zachodniopomorskie).

## Historia i architektura
Kościół, murowany z kamieni polnych, został wzniesiony na przełomie XV i XVI wieku. Jednonawowy, rozplanowany został na planie prostokąta. Kryty jest dwuspadowym dachem. Od zachodu do kościoła przylega wieża na planie kwadratu, w dolnej partii kamienna, w górnej nadbudowana w późniejszym okresie z drewna i odeskowana, zwężająca się ku górze. Wieżę nakrywa czterospadowy dach. W XIX wieku kościół przeszedł częściową przebudowę, w trakcie której przemurowano okna i dostawiono ceglaną kruchtę w elewacji południowej. Wszystkie zewnętrzne ściany i wschodni szczyt kościoła są otynkowane.
Wnętrze świątyni nakrywa drewniany, belkowany strop. Nad wejściem znajduje się drewniana empora muzyczna z balustradą, wsparta na dwóch kolumnach. Prezbiterium oddzielone jest od nawy głównej niewielkim podwyższeniem i balustradką. Zachował się w nim zabytkowy ołtarz barokowy, dwukondygnacyjny, ozdobiony uszakami i dekoracją w formie liści akantu. Umieszczony jest w nim współczesny obraz patrona kościoła – św. Andrzeja Boboli. Ponadto zachowała się rzeźbiona barokowa ambona z baldachimem, zdobiona polichromiami i złoceniami.
Po II wojnie światowej kościół został rekonsekrowany jako świątynia katolicka w 1946 roku. Od 1985 roku pełni funkcję kościoła parafialnego.